# Stenomicra australis
Stenomicra australis är en tvåvingeart som beskrevs av Malloch 1927. Stenomicra australis ingår i släktet Stenomicra och familjen savflugor. Inga underarter finns listade i Catalogue of Life.